# スパニッシュフライ
スパニッシュフライ（学名：Lytta vesicatoria）は、コウチュウ目（鞘翅目）・ツチハンミョウ科に分類される甲虫の一種。転じて、それを成分とした催淫剤の呼称にも用いられる。
英名の和訳によりスペインバエ（西班牙蠅）の別名もあるが、ハエではない（英語の fly はハエだけでなく飛翔する昆虫一般に使われる）。和名としてスペインゲンセイ（西班牙芫青）、ヨーロッパミドリゲンセイ（欧羅巴緑芫青）などもある。

## カンタリジン
この虫はツチハンミョウ科に共通する毒成分カンタリジン (cantharidin) を体内に蓄える。この昆虫を人間が摂取するとカンタリジンが尿中に排泄される過程で尿道の血管を拡張させて充血を起こす。この症状が性的興奮に似るため、西洋では催淫剤として用いられてきた。歴史は深く、ヒポクラテスまで遡ることができる。「サド侯爵」マルキ・ド・サドは売春婦たちにこのスパニッシュフライを摂取させたとして毒殺の疑いで法廷に立ったことがある。
漢方医学でも伝統的に、ツチハンミョウ科の甲虫を同様にカンタリジンを有効成分として含む薬用生物として利用しており、今日でもヨコジマゲンセイやキオビゲンセイがこの目的で大量に取引されている。